# 가고시마현 제4구
가고시마현 제4구(鹿児島県 第4区)는 일본의 중의원 선거구이다. 1994년 공직선거법으로 신설되었다.

## 지역
- 가노야시
- 니시노오모테시
- 다루미즈시
- 소오시
- 기리시마시
- 시부시시
- 소오군
- 기모쓰키군
- 구마게 군